# Abd-al-Hayy ibn Abd-ar-Razzaq
Abd-al-Hayy ibn Abd-ar-Razzaq Sarem Awrangabadi (1729-1782) fou un funcionari i poeta indi musulmà.
El 1749 el nizam de l'Estat de Hayderabad, Nàssir-Jang (1748-1750) el va nomenar governador civil de Berar; després sota Salabat-Jang fou governador de Awrangabad i comandant de la fortalesa de Daulatabad; va perdre el càrrec quan el seu pare Abd-ar-Razzaq va deixar el govern; va rebre el títol de Xamxam-al-Mulk xamxam-jang a la mort del seu pare (1758); fins llavors portava el de Xamxam-ad-Dawla delavar-jang.
El 1757 el nizam Alí-Khan (1175-1217) el va nomenar governador civil del Dècan. Va morir en aquest càrrec el 28 d'abril de 1782 després d'una curta malaltia. Fou enterrat a Hayderabad.
Les seves poesies no es conserven. Va escriure també 730 biografies de nobles mogols.